# Црква Светог пророка Илије у Бајиној Башти
Црква Светог пророка Илије налази се на брегу у центру Бајине Баште. Саграђена је крајем 19. века.

## Историјат
Градња Цркве посвећене Светог пророка Илије у Бајиној Башти започета је маја месеца 1892. године и трајала је до јула месеца 1893. године. Прва литургија у цркви служена је 1. јануара 1894. године по старом календару. Освећена је 19. јула 1894. године уочи црквене славе Светог Илије. 
Саграђена од добровољних прилога. Највећи приложник био је манастир Рача. Тадашњи народни посланик Радисав Митровић пружио је несебичну финансијску помоћ око подизања цркве, као и тадашњи свештеник Лука Поповић. Живописана је тек 1993. године. Иконостас од ораховог дрвета у дуборез постављен је у цркви 1995. године. Захваљујући приложнику Радомиру Јанковићу из Бајине Баште године 1999. обновљена је и дограђена капија са продавницом свећа. Иконе су израђене код Марковића и Павловића у Београду. 
Захваљујући многобројним донаторима, током више од сто година постојања, црква је више пута реновирана.
Владика Николај Велимировић освешетао је звонару 1938. године.
Цркву су походили српски краљеви: Краљ Милан и Александар Обреновић 1899. године, а краљ Петар Први Карађорђевић са ондашњим престолонаследником Ђорђем и принцом Александром 1905. године.

## Порта
У црквеној порти налази се гроб Шкотланђанке Евелине Хаверфилд која је умрла 21. марта 1920. године помажући српским суграђанима. Први њен велики посао био је везан за оснивање Дома за ратну сирочад у коме је било смештено више од стотину деце. Њена последња станица у опустошеној и ратом разореној, али победничкој Србији, била је Бајина Башта. Сахрани су, поред многобројних пријатеља и сарадника, присусвовали бројни грађани. У порти цркве Светог Пророка Илије, приликом спуштања у гроб, ковчег је био прекривен српском заставом.
На споменику пише:
Она је жртвовала свој живот за српски народ за све време рата и до своје смрти.